# Historiografía

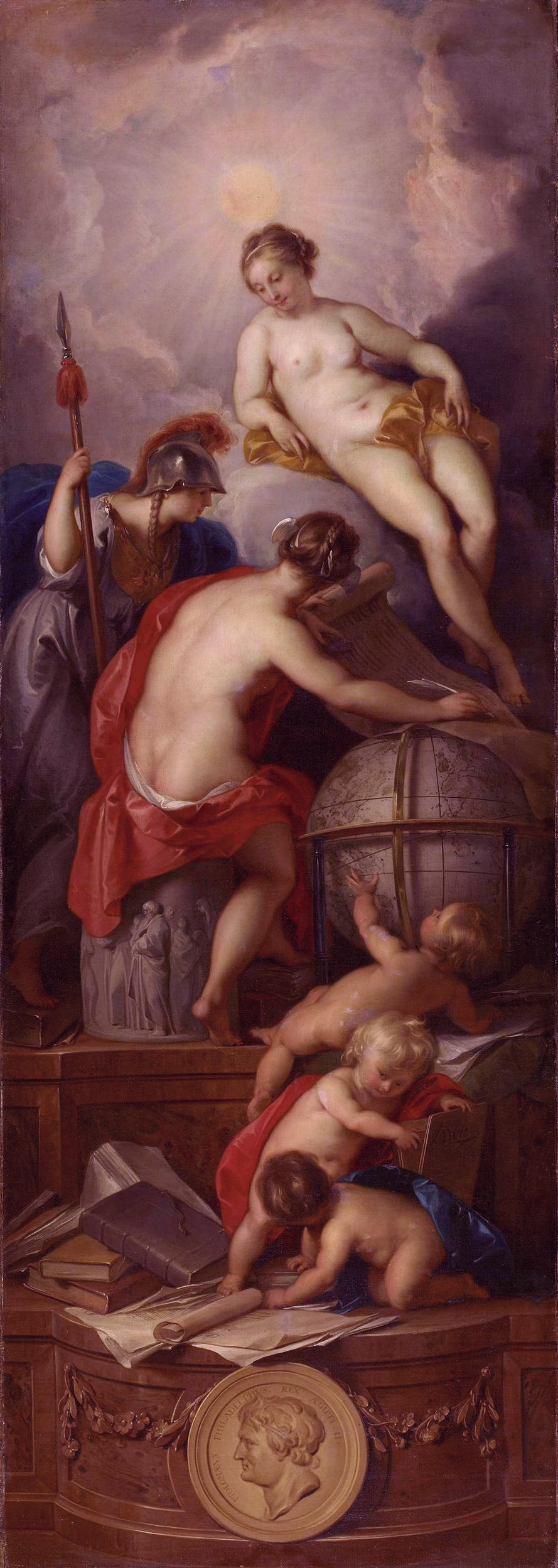
Alegoría de la escritura de la historia de Jacob de Wit (1754). Una verdad casi desnuda mantiene un ojo en el escritor de la historia. Atenea (sabiduría) a la izquierda da consejos.

El término historiografía proviene de «historiógrafo», y este del griego ἱστοριογράφος (historiográphos), que es una conjunción de ἱστορία —historía (o «historia»)— y γράφος (gráphos), de la raíz de γράφειν/gráphein (‘escribir’); que significa “el que escribe (o describe) la historia”.
La historiografía es el arte de escribirla, pero también es la ciencia que se encarga de estudiar la historia. El énfasis en su condición de «arte» (τέχνη tékhnē) o «ciencia» (ἐπιστήμη epistḗmē) es uno de los objetos de debate metodológico más importante entre los historiadores, con abundante participación de intelectuales que han reflexionado sobre ello, dada su posición central en la cultura. Para una parte de ellos, ni siquiera puede hablarse de «historia» en singular, puesto que la condición de relato de sus productos los convierte en «historias» en plural. Para la mayor parte de los historiadores contemporáneos, en cambio, es irrenunciable la condición científica de la historia, o al menos la aspiración a tal condición («ciencia en construcción»), e incluso está muy extendida la visión que no percibe ambos rasgos (ciencia y arte) como estrictamente incompatibles sino como complementarios.
Las diferentes disciplinas que sirven para el estudio historiográfico se agrupan con el nombre de «ciencias y técnicas historiográficas» (paleografía —que incluiría la epigrafía y papirología—, documentación o ciencias documentales, sigilografía, diplomática, codicología, numismática, etc.).
Al historiador especialista en historiografía se le denomina historiógrafo.

## Historiografía como meta-historia
Si la historia es una ciencia cuyo objeto de estudio es el pasado de la humanidad, cuestión en que la mayoría pero no todos los historiadores concuerdan, se tiene que someter al método científico, que aunque no pueda ser aplicado en todos los extremos de las ciencias experimentales, sí puede hacerlo a un nivel equiparable a las llamadas ciencias sociales.
Un tercer concepto confluyente a la hora de definir la historia como fuente de conocimiento es la «teoría de la historia», que puede llamarse también «historiología» (término acuñado por José Ortega y Gasset). Su papel es estudiar «la estructura, leyes y condiciones de la realidad histórica», mientras que la «historiografía» es, a la vez: el relato mismo de la historia, el arte de escribirla, y el estudio científico de sus fuentes, productos y autores.
Es imposible acabar con la polisemia y la superposición de estos tres términos, pero simplificando al máximo se puede definir:
- la historia como los hechos del pasado,
- la historiografía como la ciencia de la historia,
- la historiología como su epistemología.

La filosofía de la historia es la rama de la filosofía que concierne al significado de la historia humana, si es que lo tiene. Especula un posible fin teleológico de su desarrollo, es decir, se pregunta si hay un diseño, propósito, principio director o finalidad en el proceso de la historia humana. No debe confundirse con los tres conceptos anteriores, de los que se separa claramente. Si su objeto es la verdad o el deber ser, si la historia es cíclica o lineal, o existe la idea de progreso en ella, son materias ajenas a la historia y la historiografía propiamente dichas, que trata esta disciplina. Un enfoque intelectual que tampoco contribuye mucho a entender la ciencia histórica como tal es la subordinación del punto de vista filosófico a la historicidad, considerando toda la realidad como el producto de un devenir histórico: ese sería el lugar del historicismo, corriente filosófica que puede extenderse a otras ciencias, como la geografía.
Una vez despejada la cuestión meramente nominal, queda para la historiografía por tanto el análisis de la historia escrita, las descripciones del pasado; específicamente de los enfoques en la narración, interpretaciones, visiones de mundo, uso de las evidencias o documentación y métodos de presentación por los historiadores; y también el estudio de estos mismos, a la vez sujetos y objetos de la ciencia.
La historiografía, más llanamente, es la manera en que la historia se ha escrito. En un amplio sentido, la historiografía se refiere a la metodología y a las prácticas de la escritura de la historia. En un sentido más específico, se refiere a escribir sobre la historia en sí.

## Historiografía como producción historiográfica

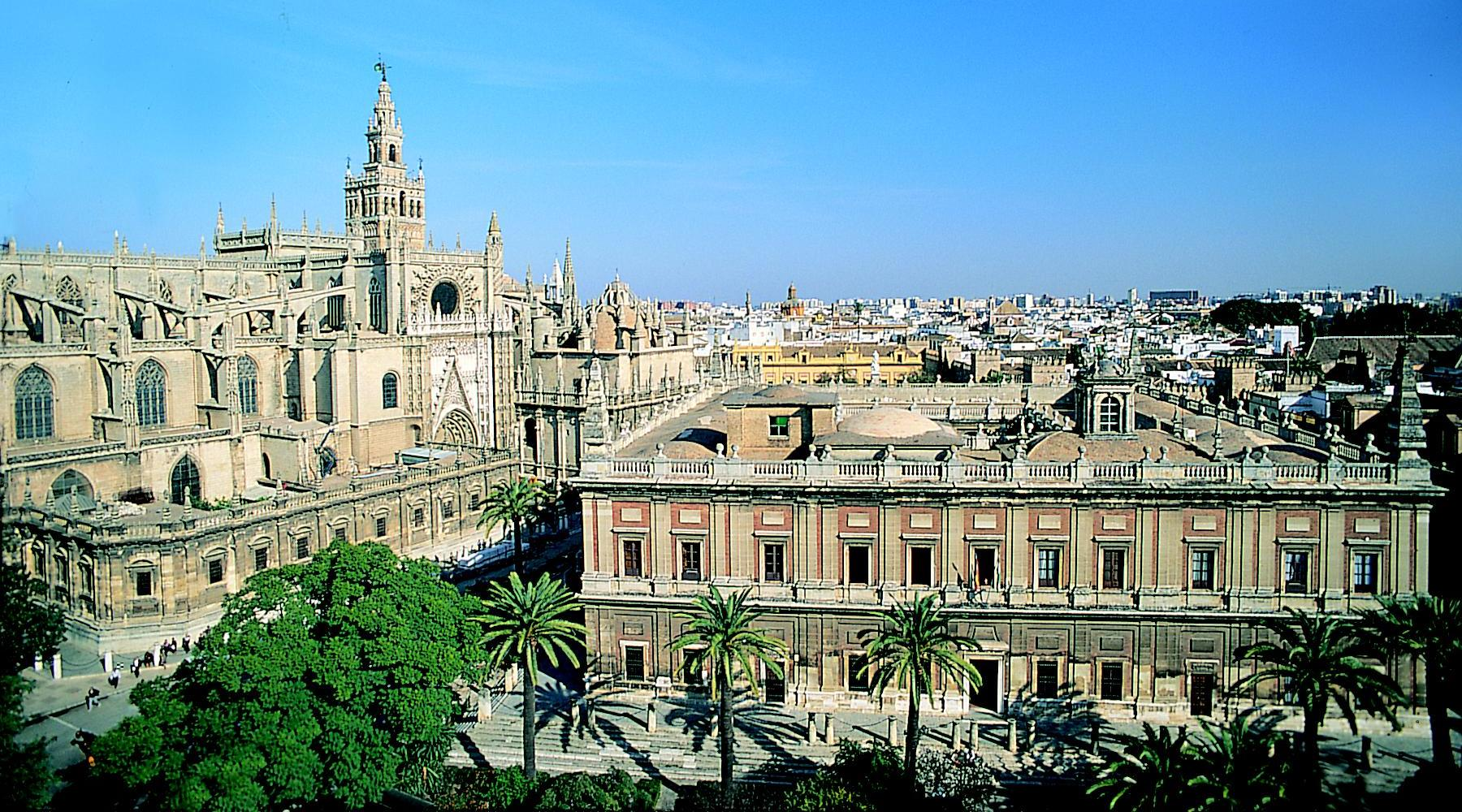
Archivo de Indias, delante de la catedral de Sevilla

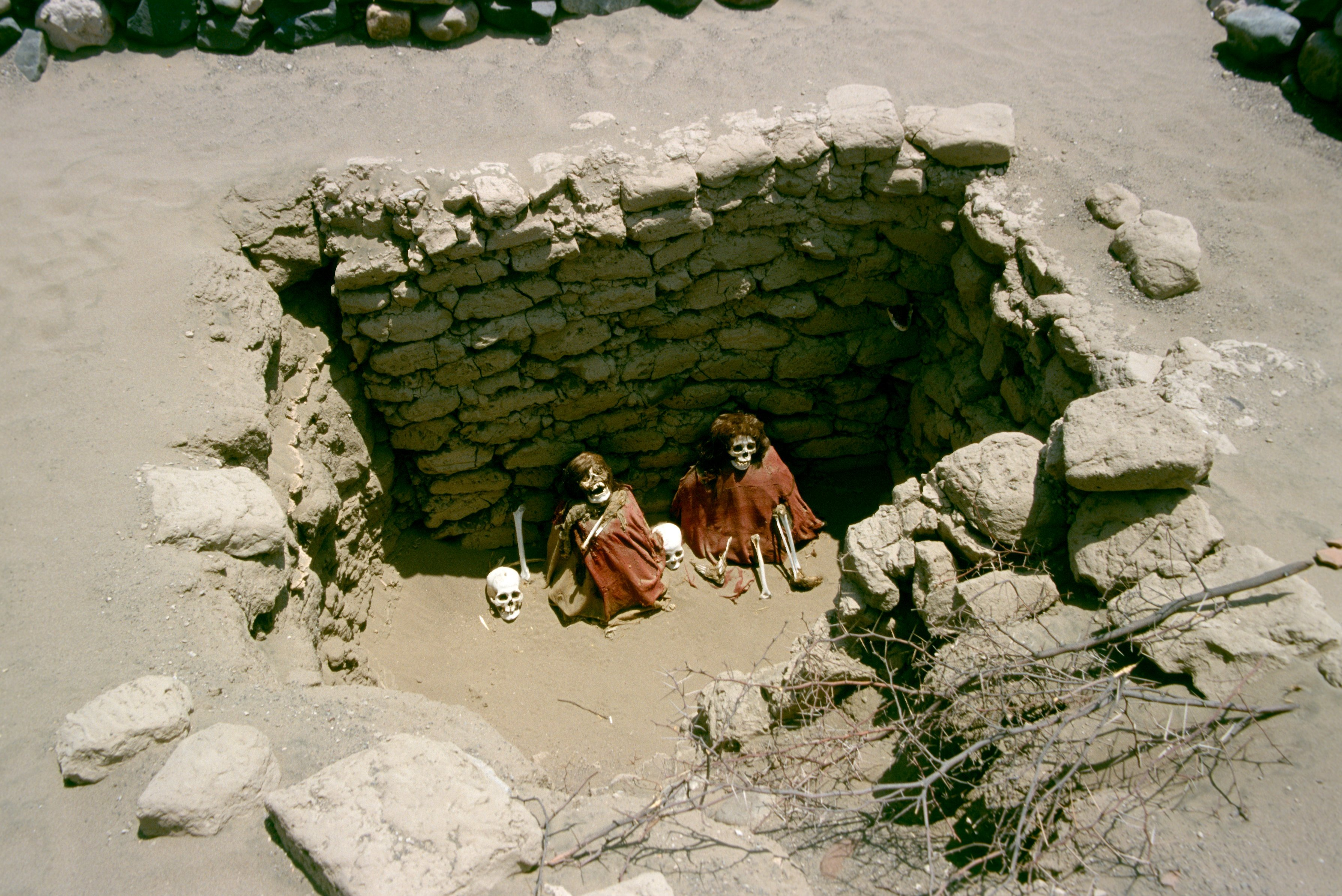
Enterramiento de la cultura nazca

### Sesgos temporales

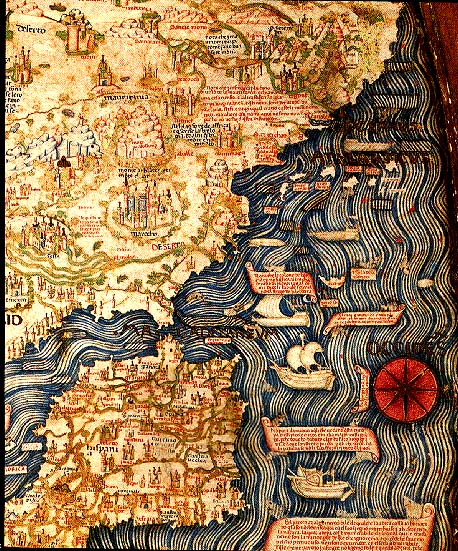
El punto de vista eurocéntrico: ¿nos perturba un mapa «boca abajo»?

### Sesgos temáticos

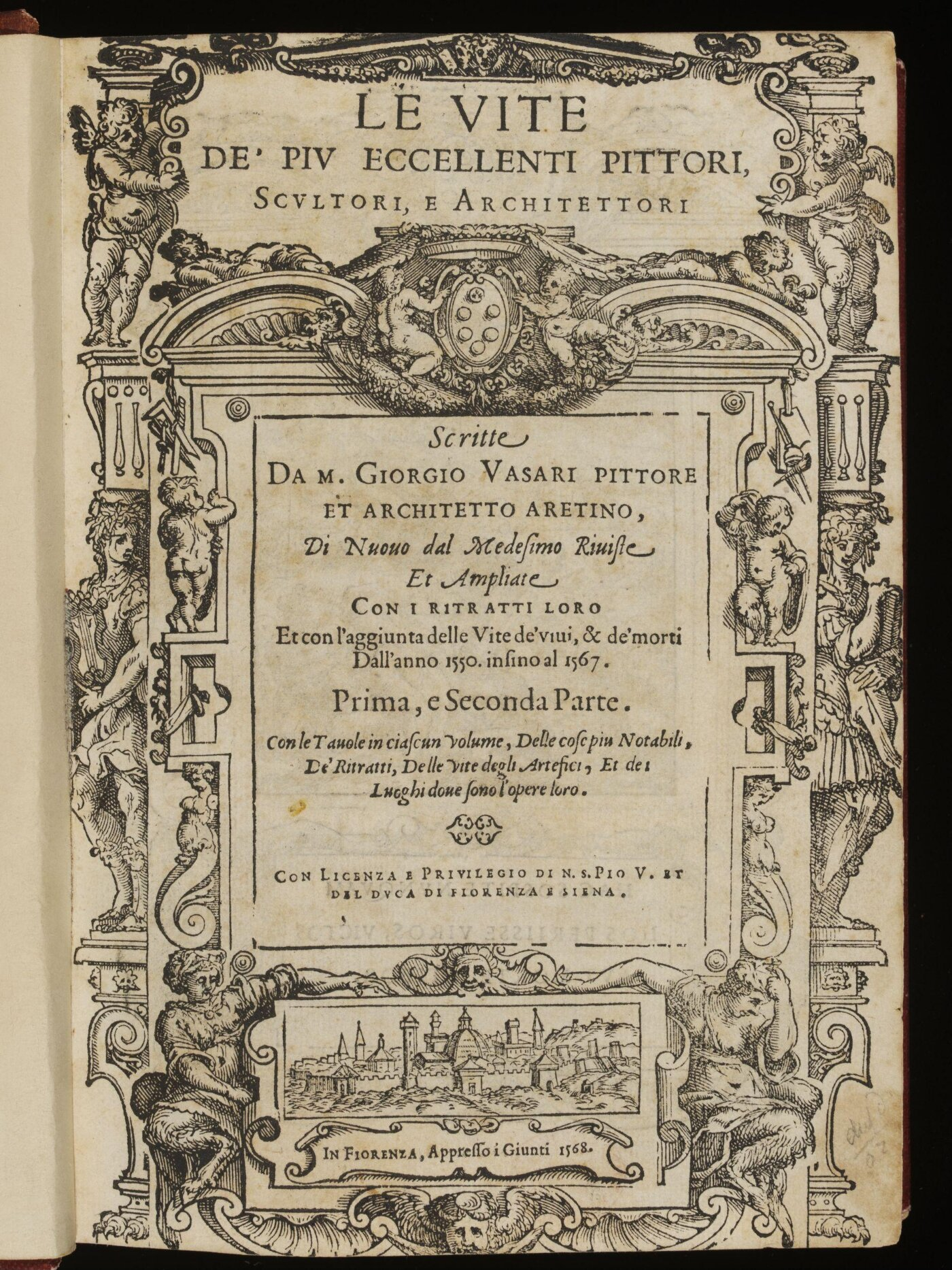
Las Vidas de artistas de Vasari

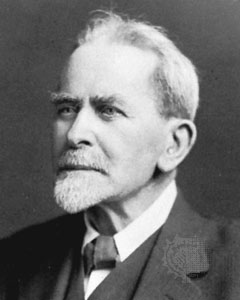
James Frazer, autor de La rama dorada (1890-1922), un clásico de la antropología que cambió la manera de ver la historia

#### Géneros historiográficos

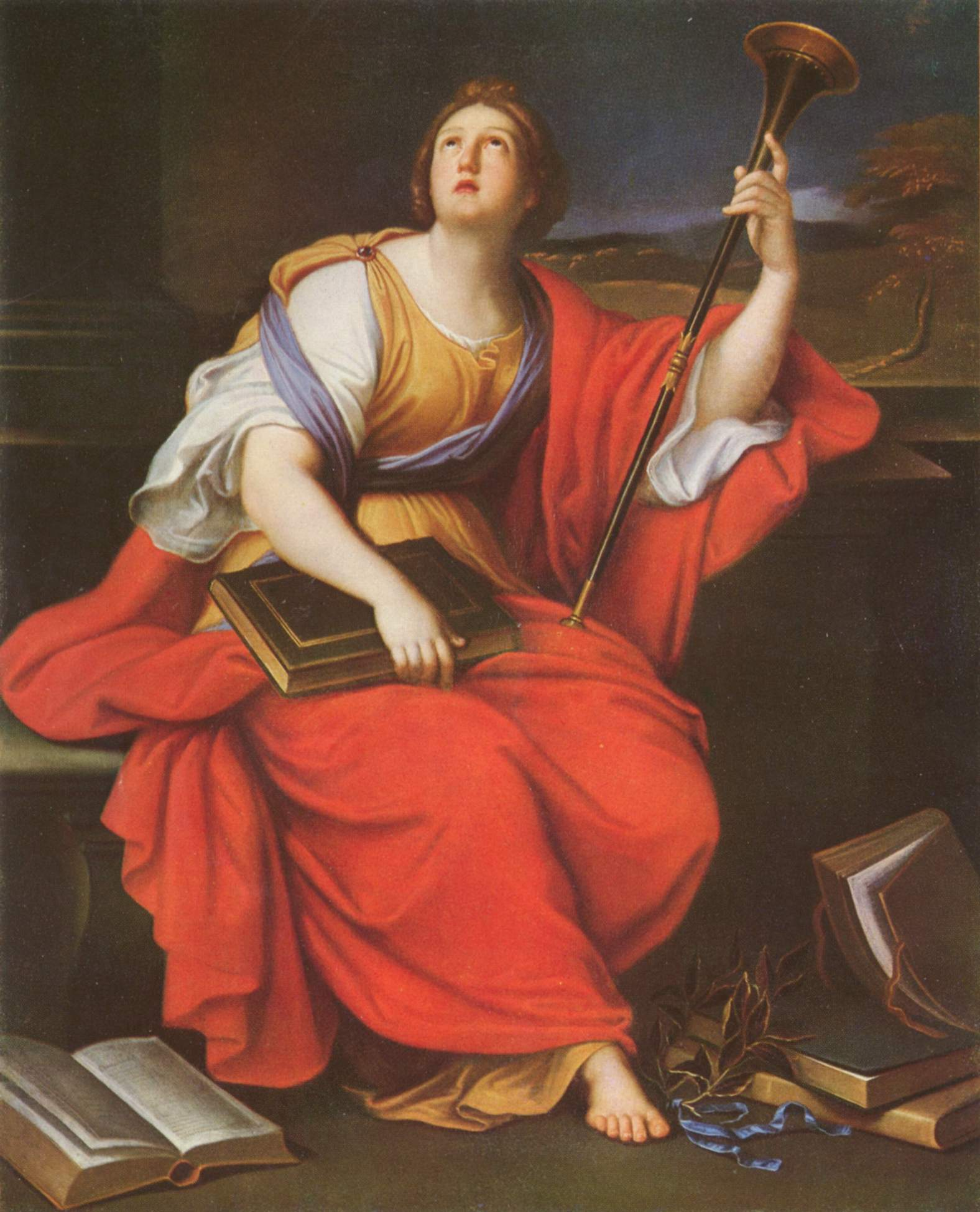
Clío, la musa de la historia, por Pierre Mignard (1689)

## Historia de la historia

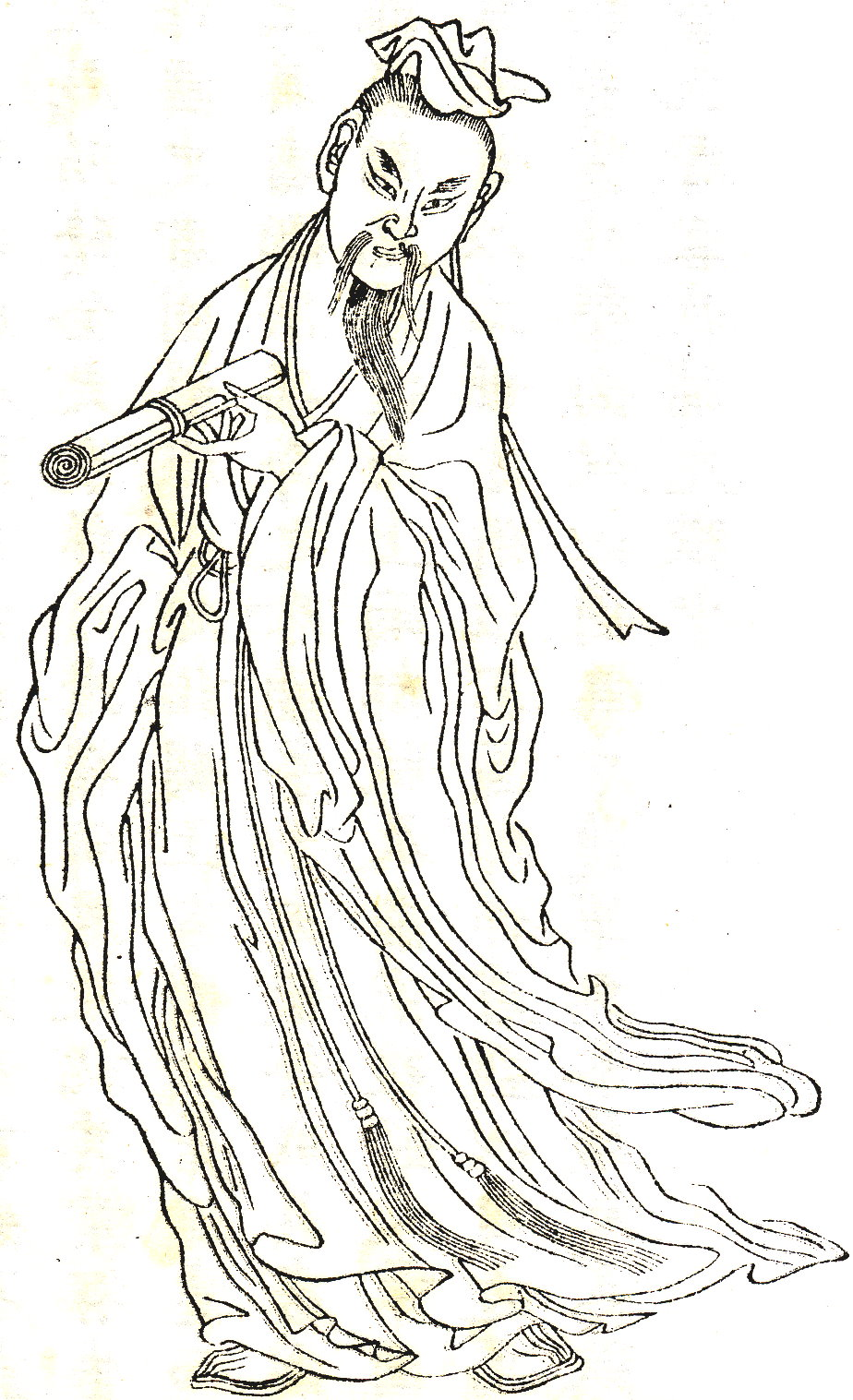
Ban Gu

50 siglos de Historia Universal

### Antigua Grecia

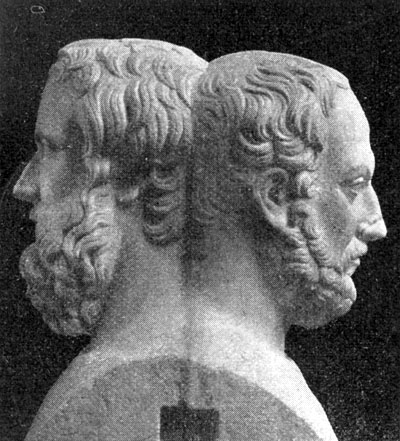
Heródoto y Tucídides, opuestos en una doble herma del Museo Arqueológico Nacional de Nápoles